# Camarines Sur
Koordinaten: 13° 40′ N, 123° 20′ O
Camarines Sur ist eine Provinz der Philippinen in der Bicol Region, die sich im Südosten der Insel Luzon befindet.
Die Hauptstadt der Provinz ist Pili. Camarines Sur ist mit 5497,03 km² die größte Provinz des Bezirkes. Insgesamt lebten am 1. August 2015 1.756.541 Menschen in der Provinz. Naga City ist das wirtschaftliche und kulturelle Zentrum.
Derzeitiger Gouverneur der Provinz ist Luis R. Villafuerte.

## Geographie

### Geographische Lage
Camarines Sur liegt in der Mitte der Halbinsel Bicol. Die Nachbarprovinzen von Camarines Sur sind Camarines Norte und Quezon im Norden und Albay im Süden. Camarines Sur ist die größte Provinz der Region. Hier erstreckt sich eine große Ebene, die sich besonders gut für den Reisanbau eignet. Aus dieser Ebene erheben sich der fast 2000 m hohe Vulkan Isarog und der 1196 m hohe Iriga regelrecht hervor. Im nordöstlichen Teil erstreckt sich die gebirgige Halbinsel Caramoan, welche gegenüber der Inselprovinz Catanduanes liegt und die Philippinensee vom Golf von Lagonoy trennt. Nördlich der Caramoan-Halbinsel liegen die Inseln Quinalasag-, Lahuy-, Basot-, Basog- und Bagieng Island.
Um den Vulkan Iriga gruppieren sich die drei Seen Buhi, Bato und Baao. Der Mount-Isarog-Nationalpark wurde zum Schutz der Regenwaldbestände der Provinz eingerichtet. Der Caramoan-Nationalpark liegt an der nördlichen Küste. Im Nordwesten der Provinz liegt der Golf von Ragay, der ein bei Touristen beliebtes Tauchgewässer ist.

### Klima
Das Klima ist wie im Rest des Landes tropisch. Zwischen März und Mai ist es relativ trocken, in den restlichen Monaten treten kontinuierlich Regenfälle auf. In den Monaten von Juni bis Oktober kann die Provinz von Taifunen oder tropischen Tiefdrucksystemen getroffen werden. Die jährliche Niederschlagsmenge liegt durchschnittlich bei 256,5 Zentimetern und die Durchschnittstemperatur liegt um die 27 °C.

## Sprachen
Die meistgesprochene Sprache in Camarines Sur ist Bikolano. In und um Naga wird Zentralbikolano, der reinste Bikolano-Dialekt, gesprochen. Aber auch Agta sprechende Menschen trifft man hier an. Manche sprechen auch Buhi-non, einen Dialekt aus der Provinz Albay, der im südlichen Teil um den See Buhi gesprochen wird. Rinconada Bikolano wird in der Gegend um Iriga gesprochen. Partido, ein Dialekt des Naga Bikolano, wird teilweise im östlichen Teil der Provinz verwendet. Viele Einwohner verstehen auch Tagalog und Englisch.

## Wirtschaft
Die Landwirtschaft ist der wichtigste Erwerbszweig der Provinz. Besonders der Reisanbau sowie die Futtermehlproduktion und die Viehzucht. Des Weiteren wird Getreide angebaut und einige leben vom Fischfang. Am meisten wird mit den Nachbarprovinzen gehandelt, da die lokale Nachfrage begrenzt ist.

## Städte und Gemeinden
Camarines Sur ist unterteilt in 35 Gemeinden und 2 Städte, welche sich wiederum in 1063 Barangays aufteilen.
Städte:
- Iriga City
- Naga City autonome kreisfreie Stadt

Gemeinden:
| - Baao - Balatan - Bato - Bombon - Buhi - Bula - Cabusao - Calabanga - Camaligan - Canaman - Caramoan - Del Gallego - Gainza - Garchitorena - Goa - Lagonoy - Libmanan - Lupi | - Magarao - Milaor - Minalabac - Nabua - Ocampo - Pamplona - Pasacao - Pili - Presentacion - Ragay - Sagñay - San Fernando - San Jose - Sipocot - Siruma - Tigaon - Tinambac |

## Kultur
In Naga steht die Basilika Unserer Lieben Frau von Peñafrancia, die das Bildnis der Maria beherbergt, das als Schutzpatronin der Provinz gilt. Der Libmanan-Caves-Nationalpark wurde zum Schutz der zahlreichen Höhlensysteme etabliert.

## Hochschulen
- Polytechnic University of the Philippines